# Raspenava

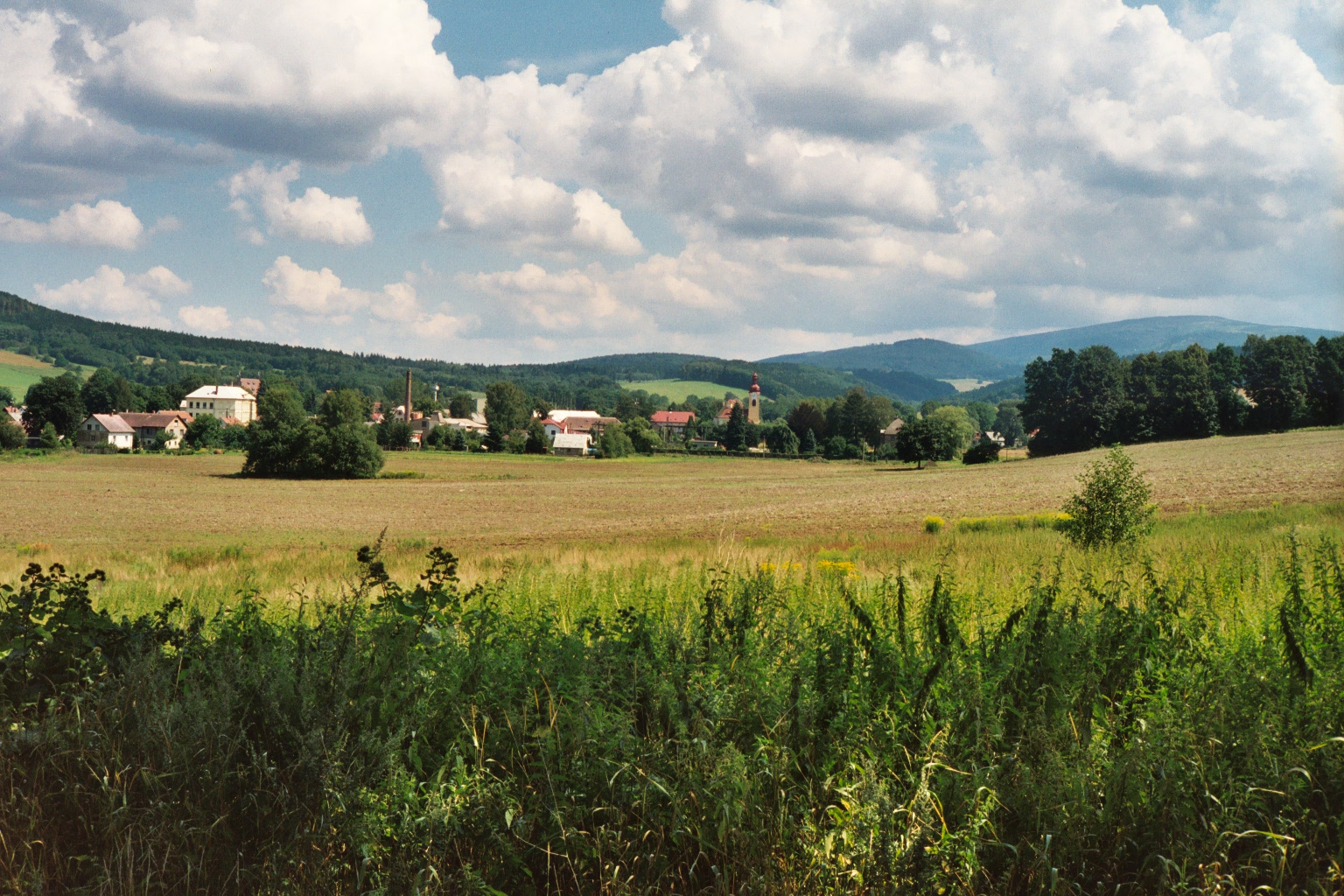
Raspenava

Raspenava (deutsch Raspenau) ist eine Kleinstadt in Tschechien, die zum Okres Liberec gehört.

## Geographie
Die Stadt erstreckt sich im Isergebirgsvorland im Tal der Wittig (Smědá) zwischen den Einmündungen der Bäche Libverdský potok, Sloupský potok, Pekelský potok, Holubí potok, Lomnice und Pustý potok. Die Ortslage Raspenava liegt links der Wittig, Lužec und Luh befinden sich am rechten Ufer des Flusses. Nördlich erheben sich der Hadí kopec (379 m) und der Chlum (Hoher Hain, 495 m), östlich der Pekelský vrch (Höllberg, 487 m), im Südosten der Ořešník (Nußstein, 800 m), der Holubník (Taubenhaus, 1070 m) und die Ptačí vrchy (Vogelkoppen, 1013 m), südlich der Vápenný vrch (424 m), der Svinské čelo (Saukuppen, 781 m), der Poledník (Mittagsberg, 864 m) und der Stržový vrch (Grubberg, 704 m), im Südwesten der Špičák (Spitzberg, 724 m) und der Kančí vrch (Schwarzberg, 680 m), westlich der Podlesí (446 m) und der Nad Zátiším (Hofmannsberg, 427 m) sowie im Nordwesten der Supí vrch (388 m). Am südlichen Ortsrand verläuft die Bahnstrecke Liberec–Zawidów, von der die Nebenstrecke Raspenava–Bílý Potok pod Smrkem abzweigt.
Nachbarorte sind Krásný Les und Dolní Řasnice im Norden, V Lukách, Hajniště, Nové Město pod Smrkem und Ludvíkov pod Smrkem im Nordosten, Peklo und Lázně Libverda im Osten, Hejnice und Ferdinandov im Südosten, Filipka im Süden, Filipov und Albrechtice u Frýdlantu im Südwesten, Zátiší, Polní Domky, Kristiánov und Dětřichov im Westen sowie Větrov, Zámecký Okres, Hág und Frýdlant im Nordwesten.

## Geschichte

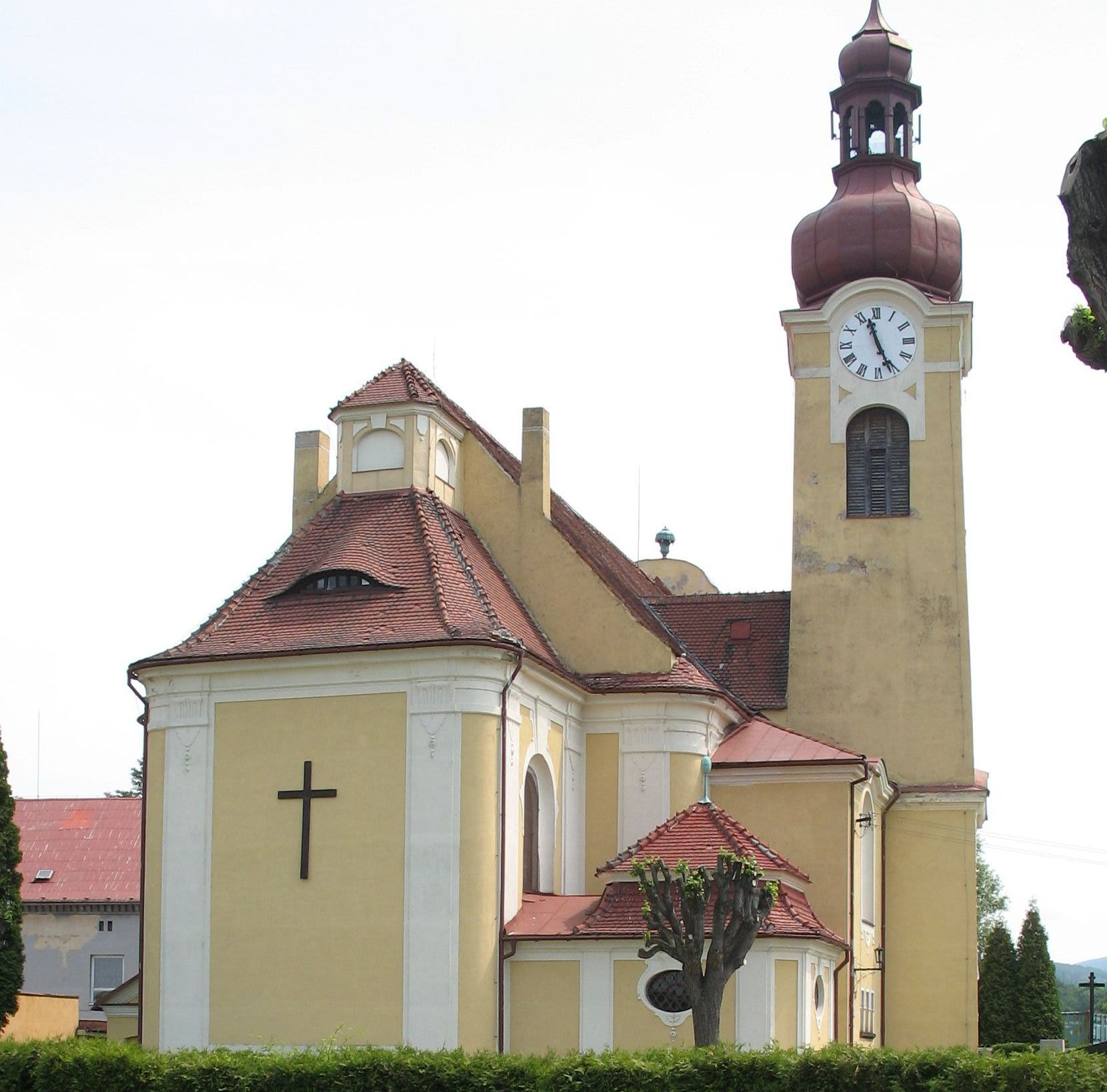
Kirche Mariä Himmelfahrt

Am Ende des 14. Jahrhunderts wurden Raspenau und die heute eingemeindeten Dörfer Mildenau (Luh) und Mildeneichen (Lužec) im Zinsregister der Herrschaft Friedland erwähnt. Der Ortsteil Karolinthal (Peklo) entstand erst gegen Ende des 18. Jahrhunderts aus vereinzelten Höfen und Gärten im Hölltal auf der Nordseite des Ortes.
Im 16. Jahrhundert gewann Raspenau durch den Abbau von Eisenerz und die Errichtung eines Hammerwerkes an Bedeutung, die jedoch nach dem Dreißigjährigen Krieg wieder schwand. Erst mit der Industrialisierung setzte wieder ein Aufschwung ein; so beschäftigte die 1851 im Ortsteil Mildenau errichtete Kammgarnspinnerei Anton Richters Söhne (ursprünglich Johann Liebieg & Comp.) im Jahre 1929 über 1000 Menschen. Der Ort gehörte ab der Mitte des 19. Jahrhunderts zum Gerichtsbezirk Friedland bzw. zum Bezirk Friedland.
Nach dem Münchner Abkommen wurde der Ort dem Deutschen Reich zugeschlagen und gehörte bis 1945 zum Landkreis Friedland.
Nach dem Zweiten Weltkrieg und der Vertreibung der überwiegend deutschen Bevölkerung verfielen die Kammgarnspinnerei und andere Betriebe.
Heute profitiert Raspenau vor allem von der touristischen Infrastruktur des Isergebirges. Bei dem Hochwasser im August 2010 hat der Ort große Schäden erlitten.

## Gemeindegliederung
Für Raspenava sind keine Ortsteile ausgewiesen. Grundsiedlungseinheiten sind Peklo (Karolinthal) und Raspenava (Raspenau). Zu Raspenava gehören außerdem die Ortslagen Luh (Mildenau), Lužec (Mildeneichen), U Dvora (Meierhofhäuser) und V Lukách (Wiesenschenke).

## Städtepartnerschaften
- Bischofswerda, Deutschland, seit 1999
- Gryfów Śląski, Polen, seit 1999

## Persönlichkeiten
- Karlheinz Effenberger (1928–2009), Maler und Grafiker
- Wenzel Franz Jäger (1861–1928), Landschaftsmaler
- Ingo Müller (geb. 1942), Jurist und Autor
- Heinrich Karl Scholz (1880–1937), Bildhauer und Medailleur